# Jeżoskórka pomarańczowobrzega
Jeżoskórka pomarańczowobrzega, czubajeczka pomarańczowobrzega (Echinoderma calcicola (Knudsen) Bon) – gatunek grzybów z rodziny pieczarkowatych (Agaricaceae).

## Systematyka i nazewnictwo
Pozycja w klasyfikacji według Index Fungorum: Echinoderma, Agaricaceae, Agaricales, Agaricomycetidae, Agaricomycetes, Agaricomycotina, Basidiomycota, Fungi.
Po raz pierwszy opisał go w 1980 r. Henning Knudsen, nadając mu nazwę Lepiota calcicola. W 1991 r. Marcel Bon przeniósł go do rodzaju Echinoderma. Synonimy:
- Cystolepiota calcicola (Knudsen) Bon & Courtec. 1987
- Lepiota calcicola Knudsen 1980

W 2003 r. Władysław Wojewoda zarekomendował polską nazwę czubajeczka pomarańczowobrzega dla synonimu Lepiota calcicola. Jest niespójna z aktualną nazwą naukową. W 2021 r. Komisja ds. Polskiego Nazewnictwa Grzybów Polskiego Towarzystwa Mykologicznego zarekomendowała nazwę jeżoskórka pomarańczowobrzega.

## Morfologia
Kapelusz o średnicy 3–6 cm, ciemnobrązowy, pokryty jednobarwnymi, kolczastymi brodawkami. Blaszki kremowe., trzon tego samego koloru co kapelusz, u góry nad częścią pierścieniową biały. Zapach gumy. Zarodniki 4–6 × 2,5–3,5 μm. Są cheilocystydy.
Najbardziej podobna jest jeżoskórka żółtobrązowa (Echinoderma perplexum), która ma prawie wrzecionowate zarodniki z mniej lub bardziej bocznymi wierzchołkami.

## Występowanie i siedlisko
Podano stanowiska w Europie, Japonii i niektórych wyspach. W Polsce do 2003 r. podano dwa stanowiska, w późniejszych latach podano następne.
Naziemny saprotrof. Rośnie w trawie i wśród opadłych liści.